# Ethereum Classic
Ethereum Classic é uma plataforma pública peer-to-peer descentralizada que executa contratos inteligentes baseada na tecnologia blockchain. É um hard fork do projeto original Ethereum que resultou na bifurcação de duas outras tecnologias: Ethereum Classic (ETC) e simplesmente Ethereum (ETH). Tal hard fork se sucedeu após um hacker roubar cerca de 50 milhões de dólares em Ether (unidade de troca do Ethereum) de um fundo da The DAO, uma organização autônoma descentralizada digital construída utilizando a blockchain do Ethereum. Nos dias atuais, uma das empresas que coordena a ETC é a Input Output Hong Kong (IOHK).

## Introdução
Ethereum Classic é uma rede peer-to-peer open-source baseada na tecnologia blockchain e no projeto original Ethereum. Assim como a tecnologia Ethereum, a Ethereum Classic fornece um token conhecido como "ether clássico", o qual é utilizado para pagar usuários em transações de produtos e serviços, assim como em taxas de transações quando se executa contratos inteligentes na rede. Tais ethers podem ser gerenciados por uma carteira digital de criptomoeda assim como Bitcoin e outras criptomoedas. Entretanto, o ether clássico não é exatamente uma moeda digital. Ao contrário, tal recurso deve ser considerado como um “combustível” para as aplicações distribuídas na plataforma. Um contrato inteligente é executado numa máquina virtual turing-completa, conhecida como Ethereum Virtual Machine (EVM), a partir da sua codificação em uma linguagem de script nativa da tecnologia Ethereum.
Todo nó participante da rede executa a EVM como parte do protocolo de verificação dos blocos da blockchain. Esse protocolo resume-se como uma iteração sobre a blockchain onde os códigos das transações são executados. Para evitar gargalos desnecessários,  a tecnologia provê um mecanismo conhecido como 'gás' que é uma taxa de execução a qual o dono de uma transação paga à rede por cada operação realizada na blockchain. O nome ‘gás’ vem do fato dessa taxa servir como uma espécie de combustível a qual mobiliza a geração de tais contratos. Em tese, transações financeiras de qualquer complexidade podem ser manipuladas automaticamente de forma segura usando código executável pela EVM. Além da esfera financeira, aplicações de qualquer tipo, onde a confiança e a segurança são de extrema importância, podem ser executadas pela rede Ethereum. Ou seja, a plataforma Ethereum pode ser usada para codificar, descentralizar, tornar seguro e comercializar tudo que possa ser programado: votações, nomes de domínio, transações financeiras, levantamento de fundos coletivo, governança de empresas e estados, contratos e acordos de qualquer tipo e até mesmo propriedade intelectual. Além disso, a segurança da blockchain dá margem para o desenvolvimento de uma série de aplicações tais como: transferências financeiras para qualquer parte do mundo, apólices de seguro, registro de títulos de propriedade, coleta de impostos, votações, entre outras.

## História
The DAO, também conhecida como Decentralized Autonomous Organization, ou em português Organização Autônoma Descentralizada, foi um fundo de capital de risco cujo objetivo era financiar aplicações distribuídas na blockchain. Após 28 dias da sua formação, esse fundo acumulou cerca de 150 milhões de dólares em ethers, alcançando aproximadamente 14% dos tokens da rede Ethereum. Entretanto, nessa mesma época um artigo foi publicado pela comunidade detalhando vulnerabilidades na segurança do fundo The DAO as quais permitiram ethers serem extraviados. Em Junho de 2016, 3.6 milhões de ethers, cerca de 50 milhões de dólares, foram roubados de contas do fundo por um hacker após essas vulnerabilidades terem sido descobertas. Descontentes com esse fato, a comunidade Ethereum, assim como os engenheiros responsáveis pelo projeto, decidiram tomar uma decisão sobre o ocorrido e três possíveis soluções foram discutidas: ou nada seria feito, ou um soft ou hard fork seriam executados.
Após forte debate sobre qual decisão seria tomada, a The Ethereum Foundation, em desacordo com o The DAO, decidiu que um hard fork seria a melhor decisão. Assim como ocorreu em outras altcoins, o hard fork Ethereum foi uma bifurcação da blockchain em certo ponto (no caso logo antes do momento em que ocorreu o ataque hacker), originando o Ethereum Classic (ETC) e o Ethereum (ETH). Neste ponto, o novo ramo (ETH) começou a partir do bloco 1.920.000 da antiga blockchain, enquanto o Ethereum Classic continuou com a mesma contagem. A partir daí, as duas entidades se tornaram moedas distintas. O principal objetivo da iniciativa Ethereum Classic foi preservar a filosofia da imutabilidade da blockchain, sendo assim apoiada sob a bandeira da consistência ideológica. Durante os debates, um dos argumentos dos seguidores ETC era a de que "socorrer" as vítimas do ataque hacker seria uma traição ao conceito de "imutabilidade" que sustenta outras criptomoedas como Bitcoin. Sendo assim, acreditava-se que um hard fork iria de encontro com este princípio. Portanto, a falta de cooperação dos seguidores desta filosofia fez que com que o legado original do Ethereum continuasse na Ethereum Classic.
O maior problema com a tecnologia ETC é a falta de compatibilidade com versões anteriores ao hard fork. Todos os esforços da comunidade foram movidas para a nova blockchain, o que significa que nenhum indivíduo da Ethereum Classic poderá ter acesso a updates promovidos pela ETH. O maior exemplo disso foi a mudança da prova de trabalho para a prova de participação. A rede ETC não poderá implementar tal update por conta desta incompatibilidade. Em julho de 2016, a Poloniex, uma das maiores agências negociadoras de criptomoedas do mercado financeiro, listou o Ethereum Classic como uma moeda insegura e falha. Num comunicado realizado na abertura matinal do mercado financeiro, a agência declarou a blockchain como obsoleta, afirmando que a moeda não possuía nenhum minerador, sendo, portanto, uma moeda deficiente.
Devido à natureza intrínseca do blockchain original antes do fork, a dificuldade de mineração foi definida para aumentar ao longo do tempo e tal legado continuou com o ETC. Este nível de dificuldade crescente levou a mais tempo para minerar a blockchain, sendo intitulada pela comunidade como “Difficulty Bomb”. A blockchain ETC recentemente passou por mais um hard fork, cujo plano foi diminuir este tempo de 26 para 14 segundos. No entanto, este hard fork não resultou em nenhuma recompensa para os participantes da criptomoeda, nem mesmo levou à criação de novas altcoins. A bifurcação foi realizada apenas com o objetivo de reduzir o tempo de mineração do bloco. Esta “difficulty bomb” é tema recorrente de debates desde o fork original da plataforma.

## Marcos Históricos
| Data                  | Marco histórico |
| --------------------- | --- |
| 30 de julho de 2015   | Vitalik Buterin e a The Ethereum Foundation lançam a plataforma blockchain turing-completa para execução de contratos inteligentes chamada Ethereum. |
| 30 de abril de 2016   | Inicia-se o crowdfunding do The DAO; membros do público financiam a iniciativa em troca de tokens. |
| 27 de maio de 2016    | Após quase um mês, o financiamento coletivo chega ao fim, tornando-se o maior levantamento de fundos público do mundo alcançando a marca de 150 milhões de dólares. |
| 9 de junho de 2016    | Peter Vessenes lança uma nota pública revelando a existência de uma crítica vulnerabilidade na segurança. |
| 17 de junho de 2016   | O ataque hacker começa. Ethers são aos poucos desviados do fundo The DAO a partir da vulnerabilidade encontrada por Peter Vessenes. O valor de mercado do Ether cai pela metade imediatamente após Griff Green anunciar que o fundo foi hackeado. Desenvolvedores correm em busca de um soft fork. |
| 28 de junho de 2016   | Vulnerabilidade no soft fork encontrada. Denial of Service crítico é encontrado na implementação do soft fork pela comunidade. Mineradores desistem desta iniciativa. Inicia-se debates sobre um possível hard fork.                                                                               |
| 15 de julho de 2016   | A comunidade decide por implementar um hard fork. Slock.it, uma firma de capital de risco alemã, assim como a The Ethereum Foundation anunciam o hard fork ao mundo. |
| 20 de julho de 2016   | Inicia-se o resgate do fundo desviado. Com cerca de 80% dos nós trabalhando neste novo fork, a ativação do hard fork ocorre no bloco 1.920.000. Nenhuma falha óbvia é encontrada neste novo procedimento. A partir daí nasce o Ethereum Classic.                                                   |
| 23 de julho de 2016   | Sem nenhum motivo aparente, a Poloniex cita a Ethereum Classic como um investimento inseguro. Em poucas horas o ETC cai a um terço do ETH. |
| 24 de julho de 2016   | Nasce uma comunidade Ethereum Classic com os próprios canais de comunicação, isso inclui: /r/EthereumClassic, Slack e Telegram. |
| 15 de agosto de 2016  | A comunidade Ethereum Classic se organiza em busca da estabilização do valor de mercado do ETC criando novas frentes de comunicação, assim como um website oficial, fomentando a geração de novas ideias e iniciativas.                                                                            |
| 25 de outubro de 2016 | Novos ataque são iniciados, desta vez em ambos os Ethereum. Desenvolvedores do ETC rapidamente garantem atualizações na rede assegurando defesa total aos ataques. |
| 14 de janeiro de 2017 | Operação Diehard (bloco 3.000.000). Novas atualizações são executadas na rede, resolvendo questões críticas como a ‘difficult bomb’ e novos ataques hackers. |
| 1 de março de 2018    | Comunidade adota uma política monetária de teto fixo com um cronograma de emissões limitadas semelhante ao Bitcoin. |